# Resolutie 77 Veiligheidsraad Verenigde Naties
Resolutie 77 van de Veiligheidsraad van de Verenigde Naties werd in oktober 1949 goedgekeurd. Negen leden van de VN-Veiligheidsraad stemden voor, geen tegen en twee, Oekraïne en de Sovjet-Unie, onthielden zich.

## Achtergrond
De VN-Veiligheidsraad had twee jaar eerder middels resolutie 68 de Commissie voor Conventionele Bewapening opgericht, die zich moest bezighouden met wapencontrole en ontwapening.

## Inhoud
De Veiligheidsraad had het tweede vooruitgangsrapport met de bijlagen en de resoluties (van de Commissie) over de punten °1 en °2 van het werkplan van de Commissie voor Conventionele Bewapening ontvangen en bestudeerd. De Secretaris-Generaal werd opgedragen om dit rapport, de bijlagen, de resoluties en de notulen van de overweging door de Veiligheidsraad ter informatie naar de Algemene Vergadering te sturen.

## Verwante resoluties
- Resolutie 68 Veiligheidsraad Verenigde Naties over het doorsturen van een resolutie van de Algemene Vergadering.
- Resolutie 78 Veiligheidsraad Verenigde Naties stuurde de voorstellen van de commissie door naar de Algemene Vergadering.
- Resolutie 79 Veiligheidsraad Verenigde Naties stuurde resolutie 300 van de Algemene Vergadering door naar de Commissie.
- Resolutie 97 Veiligheidsraad Verenigde Naties hief de Commissie voor Conventionele Bewapening op.

Lijst ·  67 ·  68 ·  69 ·  70 ·  71 ·  72 ·  73 ·  74 ·  75 ·  76 ·  77 ·  78